# リトアニア自由連盟
リトアニア自由連盟（リトアニア語: Lietuvos laisvės lyga、略称: LLL）は、1978年から2001年まで存在したリトアニアの政治運動組織。後にリトアニアの政党として登録された。

## 歴史
LLLは、ソ連時代の1978年6月14日、リトアニアの独立回復を目指す地下組織として設立された。指導者はアンタナス・テルレツカス。そのほか、ロマルダス・ユオザス・ラガイシスやニヨレ・サドゥーナイテ、ペトラス・ツィジカス、アルギルダス・スタトケヴィチュス、ヨナス・ゲラジュス、アルーナス・トルカナスらもこれに加わっていた。
行動的な政治運動と知られたLLLは当初地下活動を行い、地下新聞『ライスヴェス・シャウクリース』および雑誌『ヴィーティス』を発行した。そのなかで、独ソ不可侵条約付属秘密議定書がドイツとソ連がリトアニアを含む地域を編入するという内容を含んでいたという問題を強調した。1979年8月23日には、同秘密議定書に関する情報の公開と取り消しなどを求める公開書簡「バルト・アピール」を発出し、諸外国から反響が寄せられた。1983年1月13日には欧州議会がこの要求を支持する決定を下している。
ソ連でペレストロイカが始まると、LLLは1987年になってようやく合法の組織として認められるようになった。独ソ不可侵条約締結48周年にあたる1987年8月23日には、ヴィルニュス市内の聖アンナ教会近くのミツキェヴィチ像の前で抗議集会を主催した。LLLは原則に忠実な主張を展開し、妥協を拒んだために、当初は影響力はあまりなかった。さらに、主張があまりに過激であるとして危険視されていた。そのため、リトアニアの独立回復運動の主導権は、LLLではなく、多くの人々を結びつける国民戦線として発展したリトアニア改革運動（サーユーディス）が握っていた。しかし、LLLの主張は最終的にサーユーディスにも採用されることとなった。
1988年9月28日、LLLはデモを企画したが、リトアニア共産党指導部が強制解散を命じた。
リトアニアは1990年3月11日に独立回復を宣言した。その後、LLLは1995年11月8日に政党として登録された。
政党登録前の1992年の国会議員選挙でLLLは単独で出馬したが、議席を獲得することはできなかった。
1996年の国会議員選挙でも単独で出馬したが、やはり議席を獲得することはできなかった。
2000年の国会議員選挙ではリトアニア民族主義連合 (LTS) と選挙連合を組んだが、議席を獲得することはできなかった。
2001年10月20日、独立党 (NP) 、リトアニア民主党 (LDP) 、祖国人民党 (TLP) と合併し、リトアニア右派連合 (LDS) となった。なお、右派連合は2003年に祖国同盟 (TS-LK) に吸収された。